# Triptyque de la Résurrection
Le Triptyque de la Résurrection est une œuvre peinte par Giovanni Capassini en 1555. Le cardinal François de Tournon, passe commande à l'artiste Giovanni Capassini du Triptyque de la Résurrection, afin d'orner l'autel de la chapelle du collège de la ville.
Il est conservé au château-musée de Tournon-sur-Rhône. Ce musée conserve aujourd'hui la scène centrale représentant la Résurrection et le volet avec le portrait du cardinal. Ces deux panneaux étaient jusque-là situés dans la chapelle du collège, ainsi que le second volet, La Cène à Emmaüs (au revers, en grisaille : Les Trois Marie au Tombeau), auparavant conservée au Louvre. L'exposition Polyptyques qui s'est tenue au Louvre en 1990 a permis de reconstituer pour la première fois le retable.
Au recto du panneau, François de Tournon, revêtu de ses habits de cardinal, est agenouillé de profil et en prière. À l'arrière plan, un jardin en surplomb devant des lointains bleutés attestent de la formation florentine de l'artiste.
Ce retable est exécuté peu d'années après que Francesco Salviati, condisciple de Capassini à Florence, réalise  L'Incrédulité de saint Thomas, à la demande du banquier florentin Thomas Gadagne. Le cardinal avait conduit avec Gadagne plusieurs négociations afin de financer les incursions de François Ier en Italie, ainsi que sa libération.

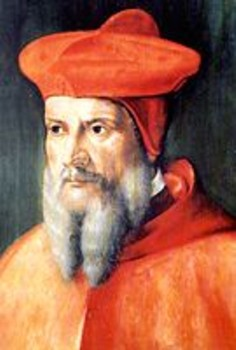
Giovanni Capassini, François de Tournon, XVIe siècle, Château-Musée de Tournon-sur-Rhône.